# Balli Kombëtar

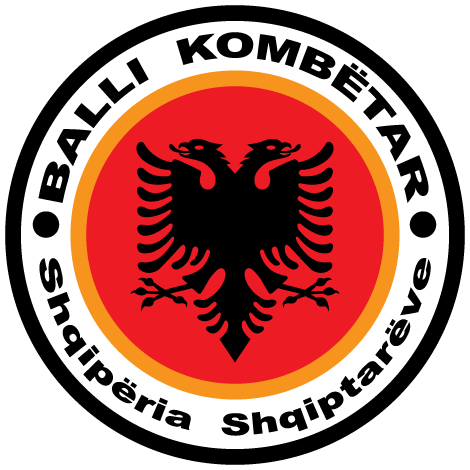

Balli Kombëtar (pol. Front Narodowy) – albańska prozachodnia i republikańska organizacja polityczna działająca w okresie II wojny światowej.

## Historia
Powołana w październiku 1942 roku. Dysponowała własnymi formacjami bojowymi. Od początku jej głównym rywalem była Komunistyczna Partia Albanii. W latach 1942–1943 wdała się w starcia z komunistami. W 1943 roku podpisała prawdopodobnie „Protokół Dalmazzo-Këlcyra” zakładający wstrzymanie się od angażowania w walki przeciwko siłom okupacyjnym. W 1945 roku zaprzestała działalności w Albanii, jej członkowie kontynuowali działalność na emigracji. Organem prasowym ugrupowania była „Mbrothe Kombëtare” (Obrona Narodu). Uważana była za formację prawicową. Niemniej jednak w jej szeregi wchodzili zarówno konserwatyści, socjaliści, liberałowie, a nawet trockiści i rozłamowcy z partii komunistycznej. Wspólnym wyróżnikiem ugrupowań wchodzących w skład formacji była niechęć wobec Komunistycznej Partii Albanii. Partia w swoim programie przedstawiała wizję demokratycznej i republikańskiej Albanii, w granicach z 1941 roku (wraz z Kosowem i Metochią). Żywe były hasła nacjonalistyczne („Albania dla Albańczyków”). Występowały postulaty radykalnych reform, w tym reformy rolnej oraz industrializacji.

## Zob. także
- Front Narodowy (Albania)